# Milion za Laurę
Milion za Laurę – polska komedia muzyczna z 1971 roku w reżyserii Hieronima Przybyła.

## Fabuła
Bazarowy handlarz Karol Bulak pewnego dnia kupuje od grupy chłopców znalezioną przez nich w ruinach Warszawy starą walizę. Po powrocie do domu znajduje w niej dziwną, na wpół zniszczoną gitarę. Ponieważ następnego dnia wyjeżdża na urlop do Włoch, nie zawracając sobie znaleziskiem zbytnio głowy, wrzuca instrument na pawlacz. 
We Włoszech podczas wizyty w muzeum ze zdumieniem odkrywa, że gitara to zaginiona podczas wojen napoleońskich Laura – arcydzieło rzemiosła lutniczego, wyceniane na ok. milion dolarów. Natychmiast powraca do Warszawy, jednak w domu okazuje się, że jego siostrzenica Marta, nie wiedząc co ma w rękach, wysłała instrument w Bieszczady dla zespołu bigbitowego, w którym gra jej chłopak. Zespół wyjeżdża tam na festiwal i tam też jako główna nagroda trafia Laura. Jej śladem podąża swoim fiatem Bulak. Ponieważ sam zespół stanowi „świeże odkrycie” dla pewnego asystenta telewizyjnego, Marta wraz z nim również wyjeżdża na festiwal. Wszyscy spotykają się na festiwalu, gdzie dzięki przypadkowej obecności specjalisty-profesora, tajemnica Laury zostaje w końcu odkryta. Niestety, jak się okazuje w ostatniej scenie, Włosi okazali się sprytniejsi: żołnierze Napoleona ukradli jedynie kopię instrumentu, natomiast oryginał przez cały czas przebywał w Italii, tylko dla bezpieczeństwa eksponowany jako kopia.

## Obsada
- Bogdan Baer – handlarz Karol Bulak
- Irena Szewczyk – Marta, siostrzenica Bulaka
- Włodzimierz Nowak – Romek, chłopak Marty
- Tadeusz Ross – asystent w telewizji
- No To Co – przyjaciele Romka, remontujący mieszkanie asystenta oraz muzycy tworzący zespół „Łobuzy”
- Seweryn Butrym – profesor
- Jacek Fedorowicz – włoski przewodnik po muzeum instrumentów
- Andrzej Gawroński – kapitan, dowódca polskiego punktu granicznego
- Henryk Hunko – tłumacz wycieczki we Włoszech
- Cezary Julski – „Napoleon” w szpitalu psychiatrycznym
- Halina Kowalska – przewodnicząca jury festiwalu
- Wacław Kowalski – góral kupujący kradzione drewno
- Wiesława Kwaśniewska – żona Bulaka
- Adam Mularczyk – handlarz na bazarze, znajomy Bulaka
- Kazimierz Rudzki – psychiatra
- Mieczysław Stoor – dowódca czechosłowackiej placówki granicznej
- Czesław Wołłejko – przewodniczący komisji w telewizji
- Wojciech Brzozowicz – członek komisji w telewizji
- Ryszard Pracz – członek komisji w telewizji
- Krystyna Sienkiewicz – członek komisji w telewizji
- Zdzisław Leśniak – pielęgniarz w szpitalu psychiatrycznym
- Ewa Ziętek – dziewczyna w stroju krakowskim
- Jan Pietrzak – członek komisji w telewizji

## Produkcja
Zdjęcia kręcono w następujących lokacjach: Warszawa (Bazar Różyckiego), Kłodzko (budynek LO im. Bolesława Chrobrego, Aleja Wojska Polskiego 11), Korbielów, Jeleśnia i Krzyżówki na Żywiecczyźnie.

## Muzyka
Film ma bogatą ścieżkę dźwiękową, będącą jednocześnie ilustracją trendów muzyki pop w Polsce przełomu lat 60. i 70. Składają się na nią piosenki następujących zespołów:
- No To Co
  - Ballada
  - Tak daleko stąd do ciebie
  - Opowiadał wróbel strachom
  - Powiedz co mam robić
- Silna Grupa pod Wezwaniem
  - Kawalerskie noce
  - Pochód świętych
- Quorum
  - The Ziuta story
- Pro Contra, Canon Rytm
  - Walc pielęgniarek
- Jolanta Kubicka
  - Dlaczego
- Waganci
  - Czujna straż
- Zespół Ludowy z Bukowiny Tatrzańskiej
  - Tak daleko stąd do ciebie